# Menno Wolthuis
Menno Wolthuis (Middelstum, 21 juni 1863 - Warffum, 21 februari 1928) was een Nederlands organist, dirigent en componist.
Hij werd geboren binnen het kinderrijke gezin van huisschilder Willem Wolthuis en Dedje Hofstee. Menno Wolthuis was zelf getrouwd met Hendriktje van Lacum en kreeg twee kinderen.
Hij kreeg zijn opleiding van Hendrik Pieter Steenhuis en was jaren achtereen de vaste organist van de Hervormde Kerk in Warffum. Hij gaf daarbij ook muzieklessen als gediplomeerd muziekonderwijzer. Eind 19e eeuw gaf hij leiding aan diverse zanggezelschappen. Hij was onder meer leider van het zangkoor der vereniging Uw Koninkrijk Kome.
Enkele concerten:
- 13 oktober 1919 in de Hervormde Kerk in Warffum met solisten uit Sas van Gent
- 26 december 1924 in diezelfde kerk, een concert met een Boheems viooltrio.

Van hem zijn twee werken bekend:
- Credo, een christelijke liederenbundel voor gemengd koor
- een bundel voor de harmonium, 12 composities voor orgel of harmonium